# Фирледень (Каушенський район)
Фирледень (рум. Fîrlădeni) — село в Молдові в Каушенському районі. Є адміністративним центром однойменної комуни, до якої також входить село Фирледеній-Ной. 
Назва села має турецьке походження. В селі працюють ліцей, гімназія, пункт медичної допомоги, поштове відділення.
| Молдова | Це незавершена стаття з географії Молдови. Ви можете допомогти проєкту, виправивши або дописавши її. |